# Monte Albán
Monte Albán är ett stort förcolumbiskt arkeologiskt utgrävningsområde i södra Mexiko i delstaten Oaxaca. Platsen ligger på en låg bergslik upphöjning som reser sig över slättlandet i mitten av Oaxacadalen där den senares norra Etlas, östra Tlacolulas, och södra Zimatlán/Ocotláns (eller Valle Grandes) flodarmar möts. Dagens delstatshuvudstad Oaxaca de Juárez ligger omkring 9 km öster om Monte Albán.

## Området
Kultur- och ceremonicentret vid Monte Albán ligger ovanpå den artificiellt utjämnade ryggen. Ryggen ligger omkring 1 940 meter över havet och reser sig 400 meter från dalgången. Förutom den tidigare nämnda monumentala kärnan, karaktäriseras platsen av flera hundra artificiella terrasser och ett dussin kluster med kullarkitektur som täcker hela ryggen och de omkringliggande flankerna. De arkeologiska ruinerna vid närliggande kullarna Atzompa och El Gallo i norr anses också traditionellt vara en integrerad del av den forntida staden.
Monte Albáns betydelse kommer även från dess roll som Zapotekcivilisationens mest framstående socio-politiska och ekonomiska center för nära ett tusental år. Staden grundades i slutet av den Mellersta Utvecklingsperioden omkring 500 f.Kr. Vid tiden för Slutliga Utvecklingsperioden (omkring 100-200 e.Kr.) hade Monte Albán blivit huvudstaden i en storskalig expansionistisk stadsbildning som dominerade stora delar av Oaxacanska höglandet och interagerade med andra Mesoamerikanska regionala stater såsom Teotihuacan i norr. Staden hade förlorat sin politiska storhet i slutet av den Sena Klassiska eran (omkring år 500-750) och var därefter i stort sett övergiven. En småskalig återbosättning, och en opportunistisk återanvändning av äldre byggnader och gravar, samt rituella besök markerade den arkeologiska historien av platsen fram till den koloniala eran.

## Etymologi
Platsens etymologi är oklar, och försök till att få fram förslag gällande dess ursprung har gått från en förmodad förvrängning av ett inhemsk Zapotekiskt namn såsom “Danibaan” (helig kulle) till en referens i den koloniala eran kopplad till den spanska soldaten med namnet Montalbán eller Albanobergen i Italien. De forntida Zapotekernas namn på staden är inte känt, då den övergavs århundraden före nedtecknandet av de tidigaste tillgängliga etnohistoriska källorna.

## Forskningshistoria

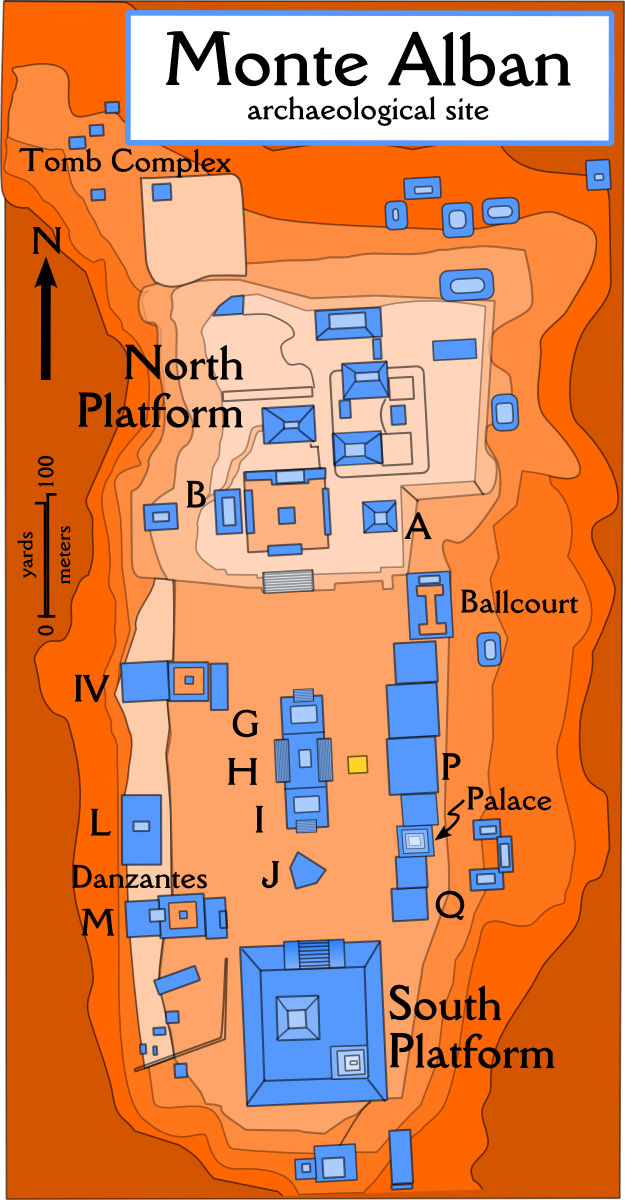
Plankarta för Monte Albán. (notera: nordpilen är inte helt korrekt)

Synlig från alla platser i centrala delarna av Oaxacadalen, lockade staden till sig besökare och upptäckare under hela den koloniala eran och moderna tiden. Bland andra, Guillermo Dupaix undersökte platsen i början av 1800-talet, J. M. García publicerade 1859 en beskrivning av platsen, och A. F. Bandelier besökte och publicerade ytterligare beskrivningar under 1890-talet.
En första arkeologisk utforskning av platsen gjordes 1902 av Leopoldo Batres, därefter General Inspector of Monuments för Mexikos regering under Porfirio Diaz. Det var dock först 1931 som de storskaliga vetenskapliga utgrävningarna gjordes under ledning av den mexikanske arkeologen Alfonso Caso. Under de följande arton åren grävde Caso och hans medarbetare Ignacio Bernal och Jorge Acosta ut stora sektioner inom den monumentala kärnan och stora delar av vad som idag är synligt i områden öppna för allmänheten rekonstruerades vid denna tid. Förutom att det innebar utgrävningar av ett stort antal bostads- och ceremoniella strukturer och hundratals gravar och gravplatser, blev ett bestående del av Casos och hans kollegers projekt etablerandet av en keramisk kronologi (från Monte Albán I till V) för perioden från platsens grundande omkring år 500 f. Kr. fram till slutet av den postklassiska eran år 1521.
Utredningen av perioderna före Monte Albáns fynd kom i större fokus genom projektet för förhistoria och mänsklig ekologi påbörjat av Kent Flannery av University of Michigan i slutet av 1960-talet. Under de följande två årtiondena dokumenterade projektet utvecklandet av socio-politisk komplexitet i dalen från tidigaste arkaiska perioden (omkring 8000-2000 f. Kr) till Rosariofasen (700-500 f.Kr) alldeles före Monte Albáns grundande, därigenom skapades stegen för en förståelse av Monte Albáns grundande och utvecklingsbana.
I denna kontext, bland de viktigaste resultaten av Flannerys arbeten i Oaxaca, är hans omfattande utgrävningar vid det betydelsefulla formativa centret San José Mogote, ett projekt lett tillsammans med Joyce Marcus från University of Michigan .
Ytterligare ett viktigt steg för förståelsen av Monte Albáns bosättningshistorik togs med det förhistoriska bosättningsmönstren i Projekt Oaxacadalen som påbörjades av Richard Blanton med flera i början av 1970-talet. Det är bara med deras omfattande undersökning och kartläggning av hela området som Monte Albáns verkliga utsträckning och storlek, först utforskad av Caso, blev helt klarlagd. Följande säsonger av samma projekt, under ledning av Blanton, Gary Feinman, Steve Kowalewski, Linda Nicholas, och andra, utvidgades undersökningen till att omfatta praktiskt taget hela dalen, vilket gav en ovärderlig mängd data om förändringarna av regionens bosättningsmönster från första tiden till ankomsten av spanjorerna år 1521

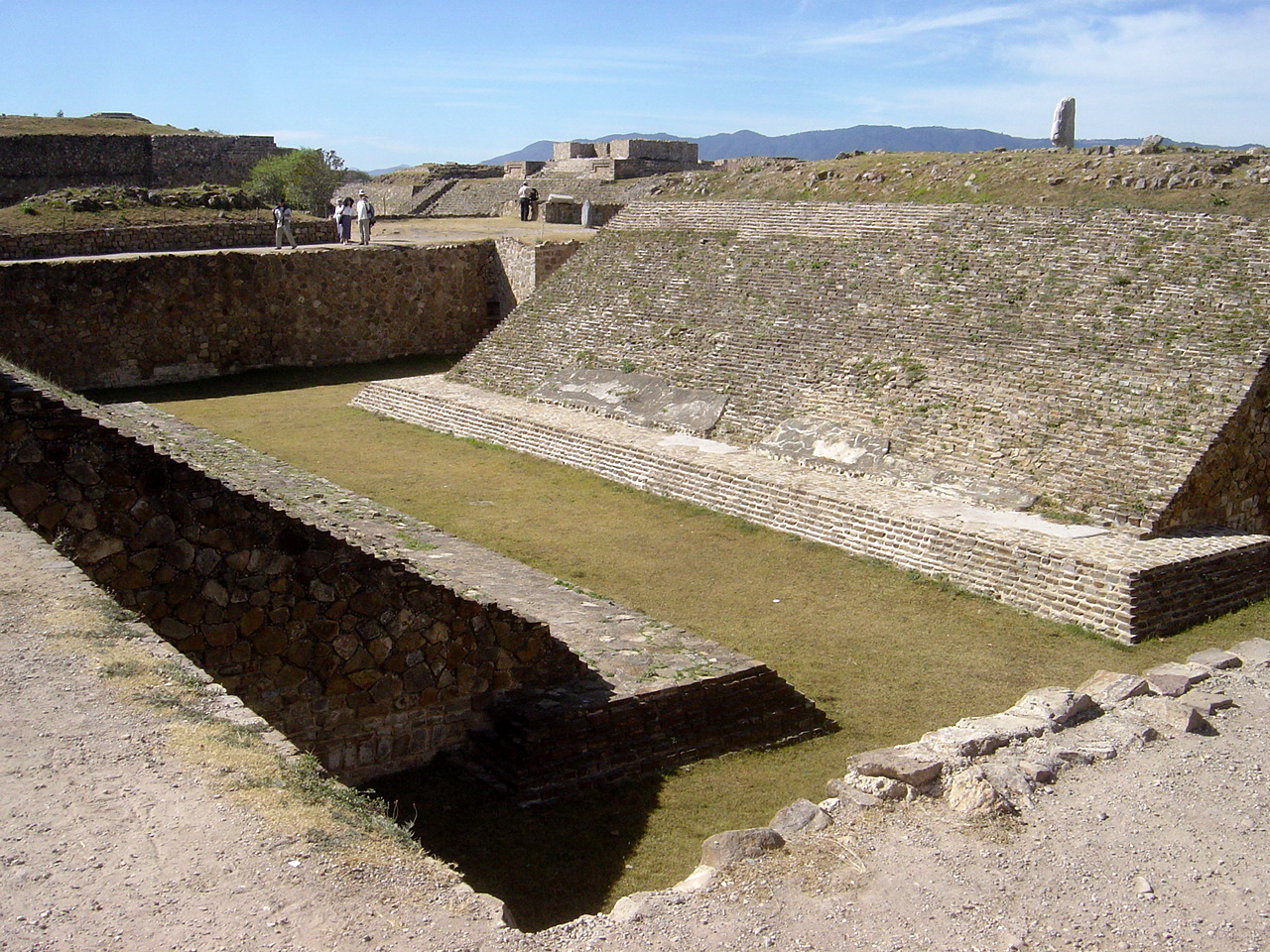
Bollspelsplan.

## Platsen kronologi
Som indikerat efter Blantons undersökning av platsen, verkar Monte Albáns kullar ha varit obefolkade före 500 f.Kr. (slutet av Rosariokeramikens period). Vid denna tid, var San José Mogote det stora befolkningscentrat i dalen och centrum för ett hövdingadöme som troligen kontrollerade stora delar av Etlas norra flodarm. Kanske så många som tre eller fyra mindre hövdingcentran kontrollerade av andra sub-regioner, däribland Tilcajete i södra Valle Grandes flodarm och Yegüih i Tlacolulaarmen i öster. Konkurrens och krigshandlingar verkar ha karaktäriserat Rosariofasen, och regional undersökningsdata antyder existensen av en icke befolkad buffertzon mellan San José Mogotes hövdingadöme och de i söder och öster. Det är inom detta ingenmansland och i slutet av Rosarioperioden som Monte Albán grundades, och på kort tid uppnådde en befolkning av uppskattningsvis omkring 5 200 i slutet av den följande Monte Albánfasen (omkring 300 f. Kr.). Denna anmärkningsvärda befolkningsökning var åtföljd av en lika snabb nedgång i San José Mogote och gränsande satellitområden, vilket gör det sannolikt att dess hövdingelit var direkt involverade i grundandet av den framtida Zapotechuvudstaden. Denna snabba förändring av befolkning och bosättning, från utspridda lokala bosättningar till ett centralt område i ett tidigare obefolkat område, har refererats till som “Monte Albans synoikism” av Marcus and Flannery i referens till liknande insamlade instanser i Medelhavsområdet under antiken. Trots att det tidigare antogs att en liknande process av storskalig övergivning, och därigenom deltagande i grundandet av Monte Albán, uppstod vid andra större hövdingacenter såsom Yegüih och Tilcajete, åtminstone i det senare fallet idag anses osannolikt. Ett nyligen genomfört projekt lett av Charles Spencer och Elsa Redmond från American Museum of Natural History i New York, New York har visat att befolkningen snarare växt under Tidig Monte Albán I och Sen Monte Alban I (omkring 500-300 f. Kr respektive 300-100 f.Kr) och kan aktivt motsatt sig inkorporering i den allt starkare staten Monte Albán
Under den Formativa perioden (Monte Albán II, omkring 100 f.Kr-200 e.Kr) hade Monte Albán en uppskattad befolkning på 17 200, vilket gjorde den till en av de största Mesoamerikanska städerna under denna tid. Då dess politiska styrka växte, expanderade Monte Albán militärt, genom assimilering av minoritetsgrupper samt via utåtriktad kolonisering till flera områden utanför Oaxacadalen, däribland Cañada de Cuicatlán i norr samt Ejutla och Sola de Vega dalarna i söder Spencer 1982;. Under denna period och in i den därefter följande Tidiga klassiska eran (Monte Albán IIIA, omkring 200-500 e.Kr.) var Monte Albán huvudstad i en stor regional statsbildning som utövade en dominerande påverkan över Oaxacadalen och över stora delar av Oaxacas högland.
Som tidigare nämnts, pekar bevis från Monte Albán på omfattande kontakter mellan områdets elit och de i det starka centrala Teotihuacan, där arkeologer identifierat ett grannsamhälle befolkat av etniska Zapoteker från Oaxacadalen . Under den Sena klassiska eran (Monte Albán IIIB/IV, mellan år 500 och 1000) minskade områdets påverkan i och utanför dalen och eliten i flera andra center, en gång delar av staten Monte Albán, började göra anspråk på självstyre, däribland platser såsom Cuilapan och Zaachila i Valle Grande samt Lambityeco, Mitla och El Palmillo i östra Tlacolula arm. De senare är i fokus i ett pågående projekt av Gary Feinman och Linda Nicholas från Chicago's Field Museum. I slutet av samma period (omkring år 900-1000) övergavs den forntida huvudstaden till stora delar, och den en gång mäktiga staten Monte Albán ersattes av dussintals konkurrerande mindre statsbildningar, en situation som varade fram till den spanska erövringen..

## Monument

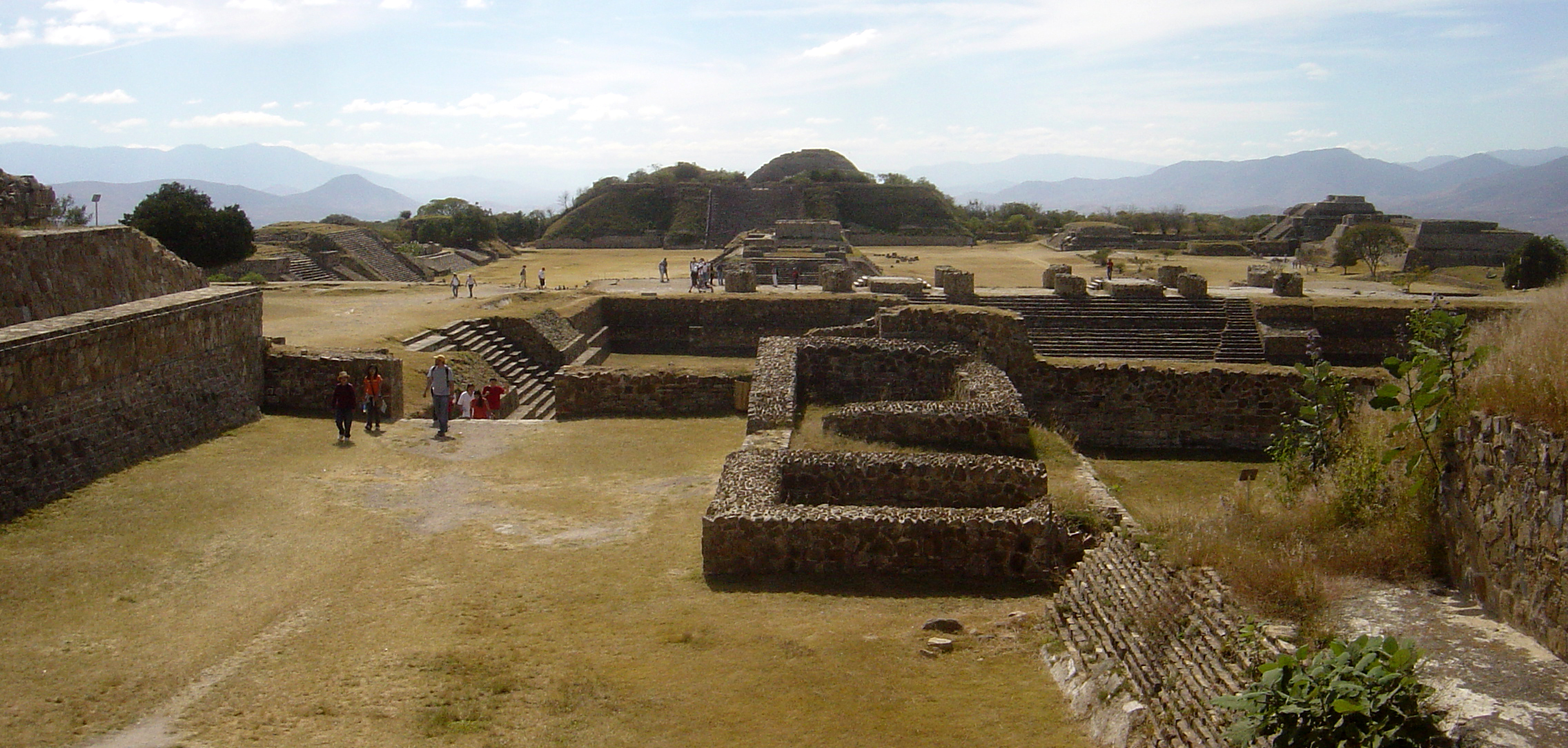
Vy över huvudtorget från norra platån. Södra platån syns i bakgrunden.

Monte Albans monumentala centrum är Huvudtorget, som på ett ungefär mäter 300 x 200 meter. Platsens viktigaste allmänna ceremoniella och elitens residens ligger omkring eller alldeles intill, och de flesta av dessa har utforskats och restaurerats av Alfonso Caso och hans kolleger. I norr och söder avgränsas torget av stora platåer som nås från torget via monumentala trappor. På dess östra och västra sida finns liknande strukturer sammanbundna av ett antal mindre kullar på vilka det en gång funnits tempel och elitens residens, såväl som en av två bollplaner som man vet funnits på platsen. En nord-sydlig rygg av kullar ockuperar mitten av torget, även dessa fungerade som platåer för ceremoniella byggnader.

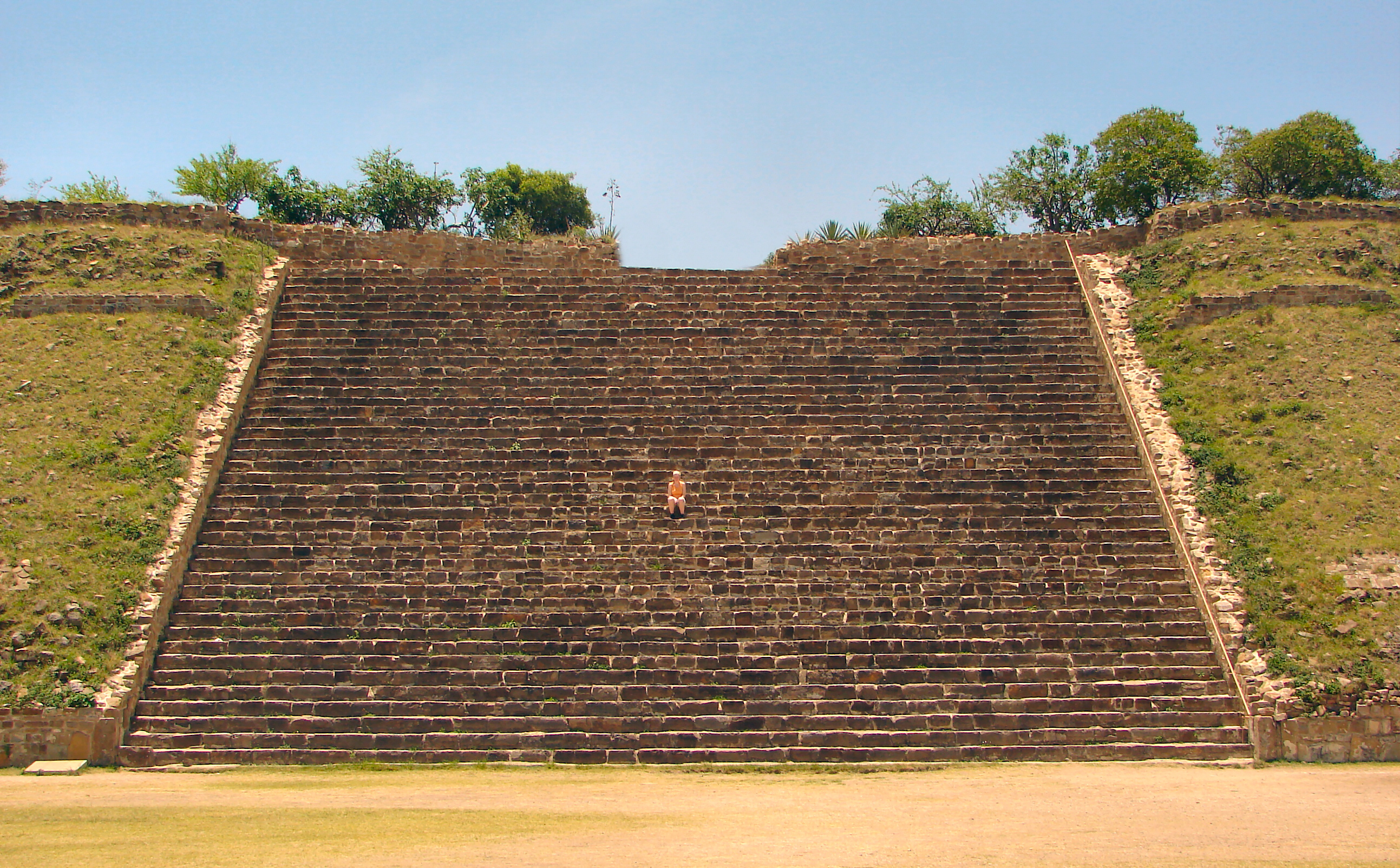
De imponerande trapporna leder upp till Södra platån.

En av Monte Albáns kännetecken är det stora antalet huggna stenmonument som man påträffar över hela torget. De tidigaste exemplen är så kallade "Danzantes" (lit. dansare), som i huvudsak hittas i Byggnad L:s absoluta närhet och representerar nakna män i förvridna ställningar. 1800-talets föreställning att de avbildade dansare är numera i stort avfärdade och monumenten som dateras till den tidigaste perioden (Monte Albán I), representerar tydligt torterade, offrade krigsfångar, några identifierade med namn, och kanske avbildar ledare för konkurrerande städer och samhällen erövrade av Monte Albán. Över 300 “Danzantes”-stenar har registrerats till dags dato, och några av de mer välbevarade visas på platsens museum.
En annan typ av huggna stenar finns i Byggnad J i mitten av Huvudtorget, en byggnad som kännetecknas av en ovanlig pil-liknande form och med en orientering som skiljer sig från flertalet andra byggnader i området. Inom byggnadens murar finns över 40 stora huggna hällar som härrör från Monte Albán II och avbildar platsers namn, emellanåt åtföljda av ytterligare inskriptioner och i många fall kännetecknade av upp-och-nedvända huvuden. Alfonso Caso var den första som identifierade dessa stenar som "erövringsplattor", troligen listandes platser som Monte Albáns elit sa sig ha erövrat eller kontrollerat. Några av platserna listade på plattorna på Byggnad J har man försökt identifiera, och i ett fall (regionen Cañada de Cuicatlán i norra Oaxaca) har Zapotecerövringen bekräftats genom arkeologiska undersökningar och utgrävningar.
Många artefakter som hittats i utgrävningarna kan ses i Museo Nacional de Antropologia in Mexico City och i Museo Regional de Oaxaca i ex-convento de Santo Domingo de Guzmán i Oaxaca City. Det sistnämnda museet visar, bland annat, många av de objekt som hittades 1932 av Alfonso Caso i Monte Albáns grav 7, en Zapotecgrav från den klassiska perioden som var opportunistiskt återanvänd som grav för Mixtekernas elit under den postklassiska eran. Deras begravningar följdes av några av de mest spektakulära begravningsoffren i hela Amerika.
Platsen är ett populärt besöksmål för turister i Oaxaca och har ett mindre museum som i huvudsak visar huggna stenar som hittats på platsen. Vandringsleder används av löpare, vandrare och fågelskådare.

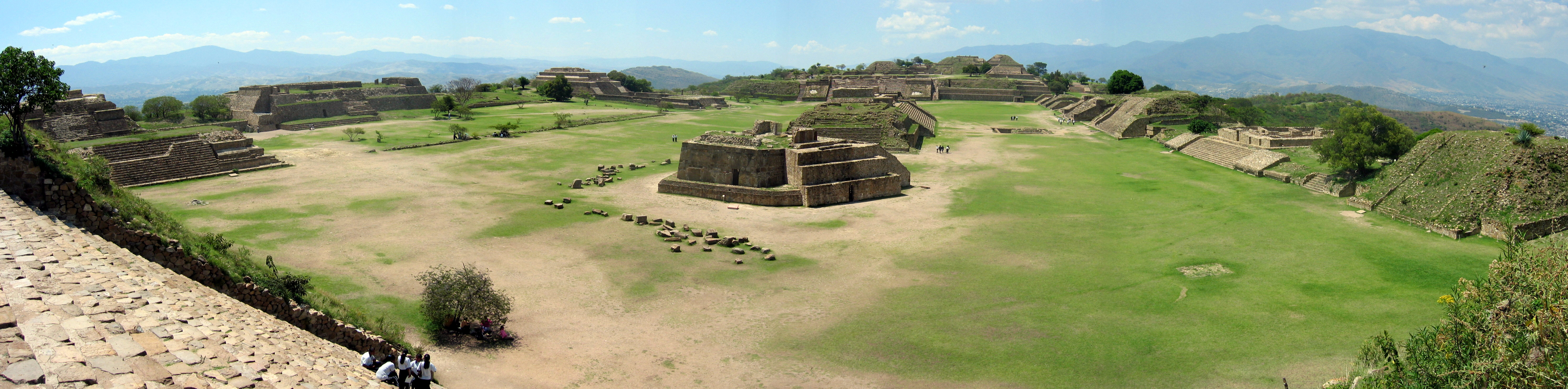
Panorama av Monte Albán från Södra Platån.

## Hot för Monte Albán
Det stora hotet mot platsen är den urbana tillväxten som inkräktar på och "hotar expandera in i området som har potentiellt arkeologiskt värde. För att komplicera saken, är området delat och ligger i fyra olika kommuner, vilket gör gemensamma ansträngningar att stoppa inkräktandet till en utmaning.

## Bilder

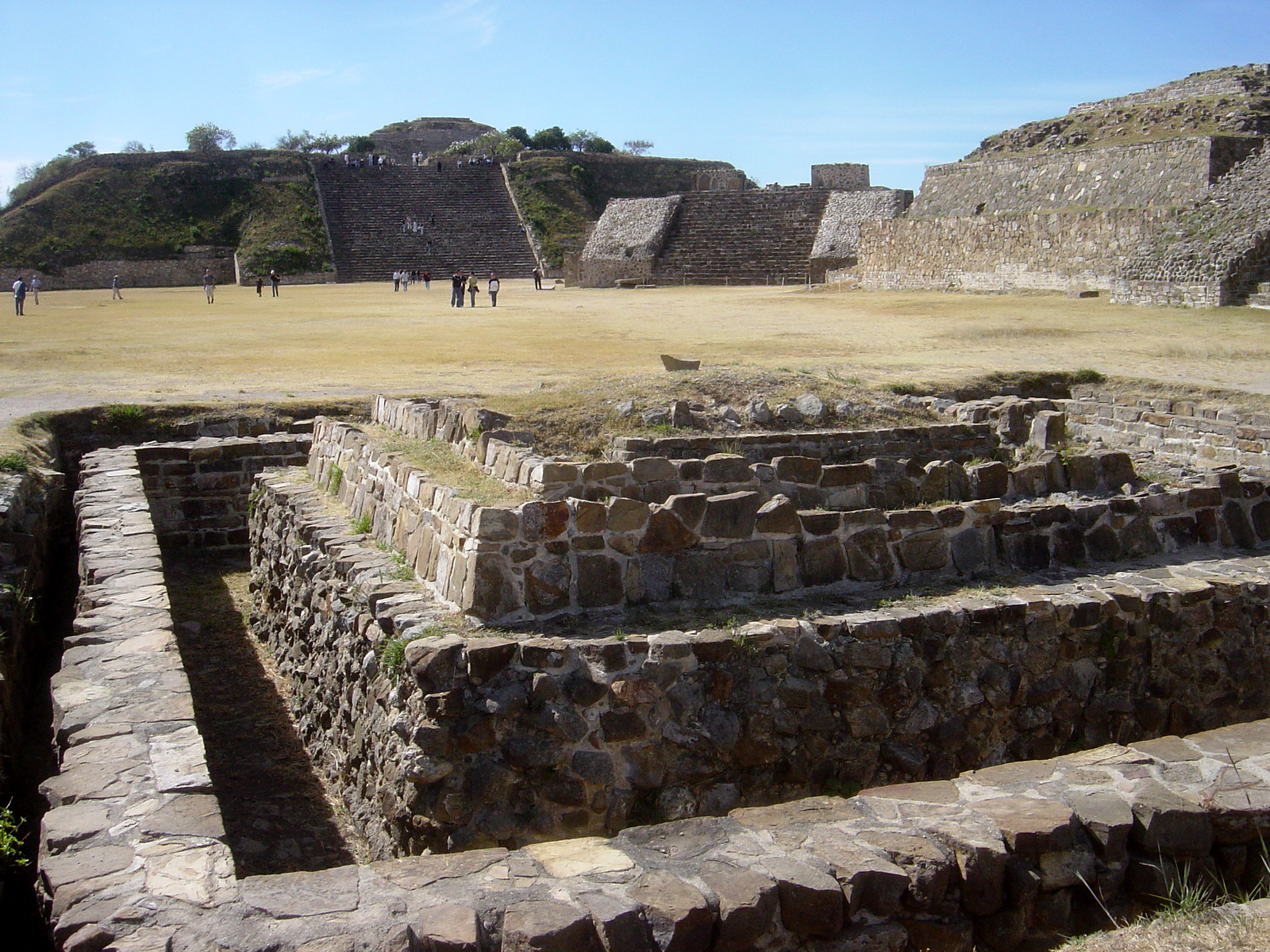
Altare
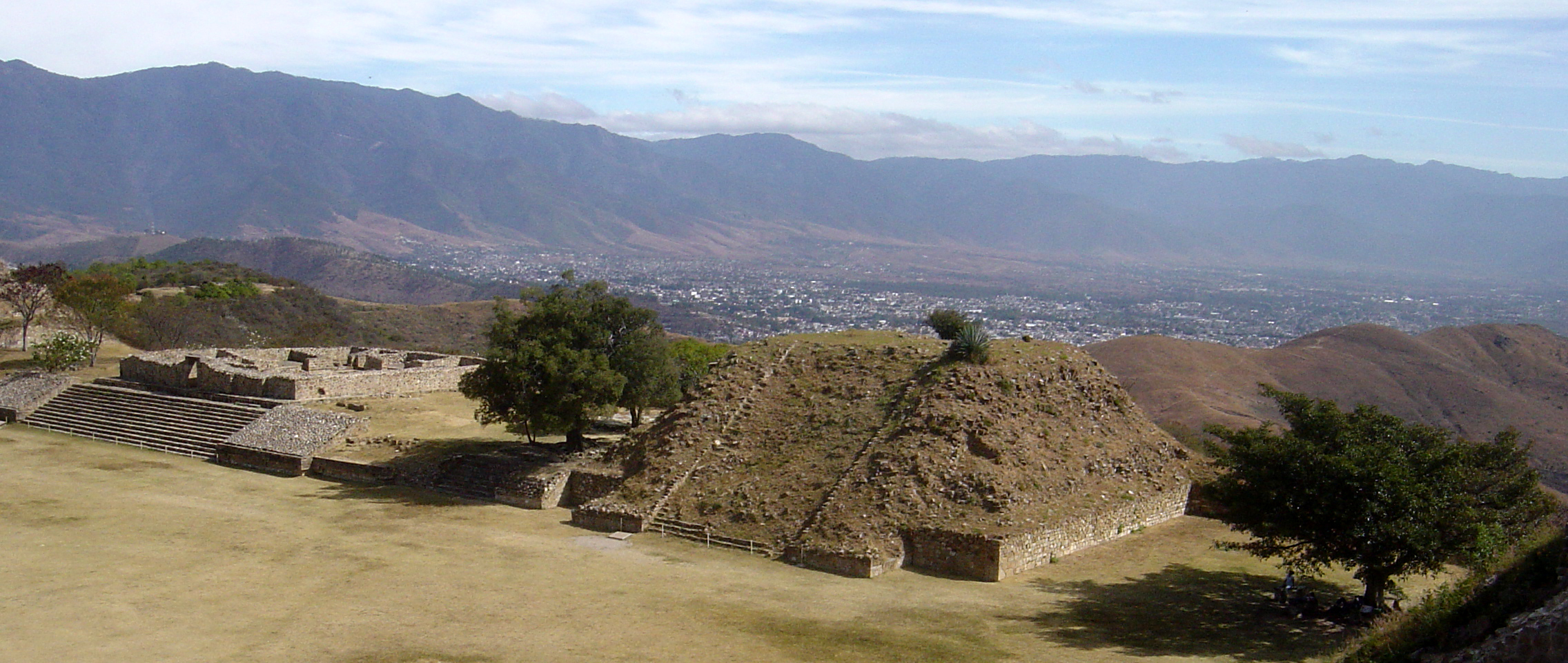
Ej restaurerad sektion av Monte Albán med Oaxaca City i bakgrunden
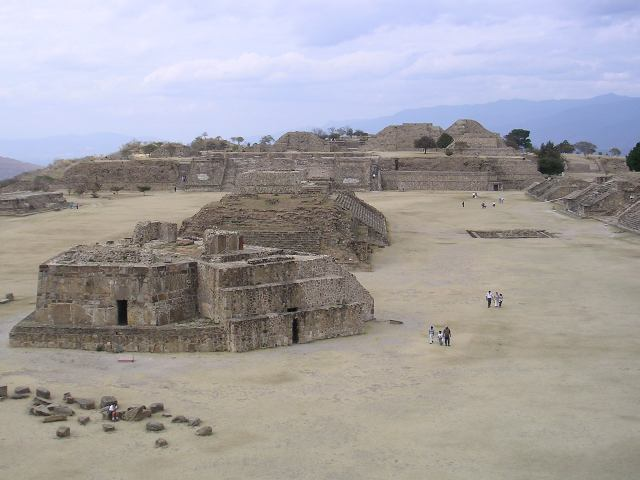
Vy av huvudtorget från Södra Platån, med byggnad J i förgrunden.
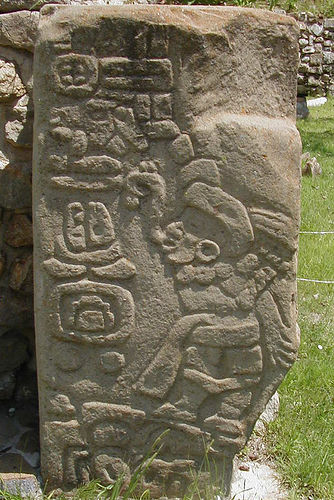
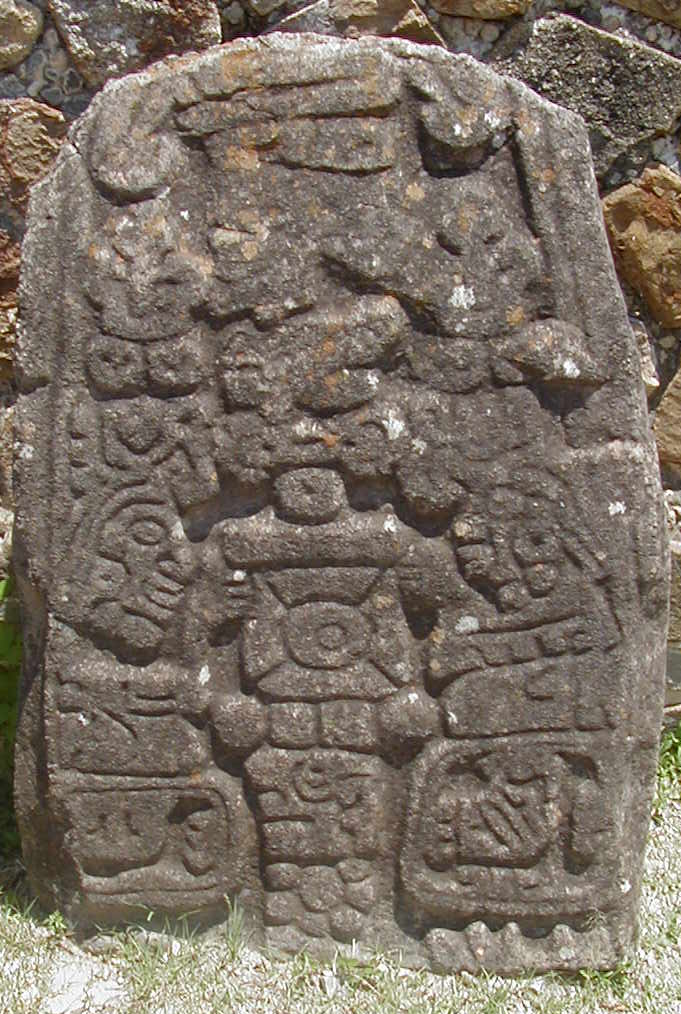
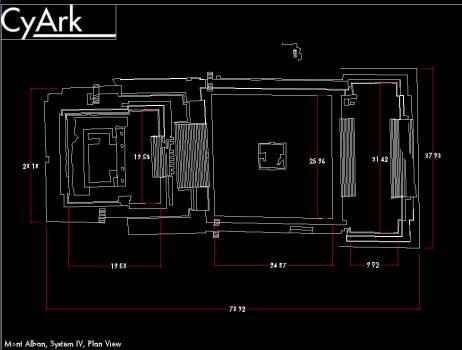
Plan över Monte Albans System IV-struktur, utklippt från en 3D-skannad bild.
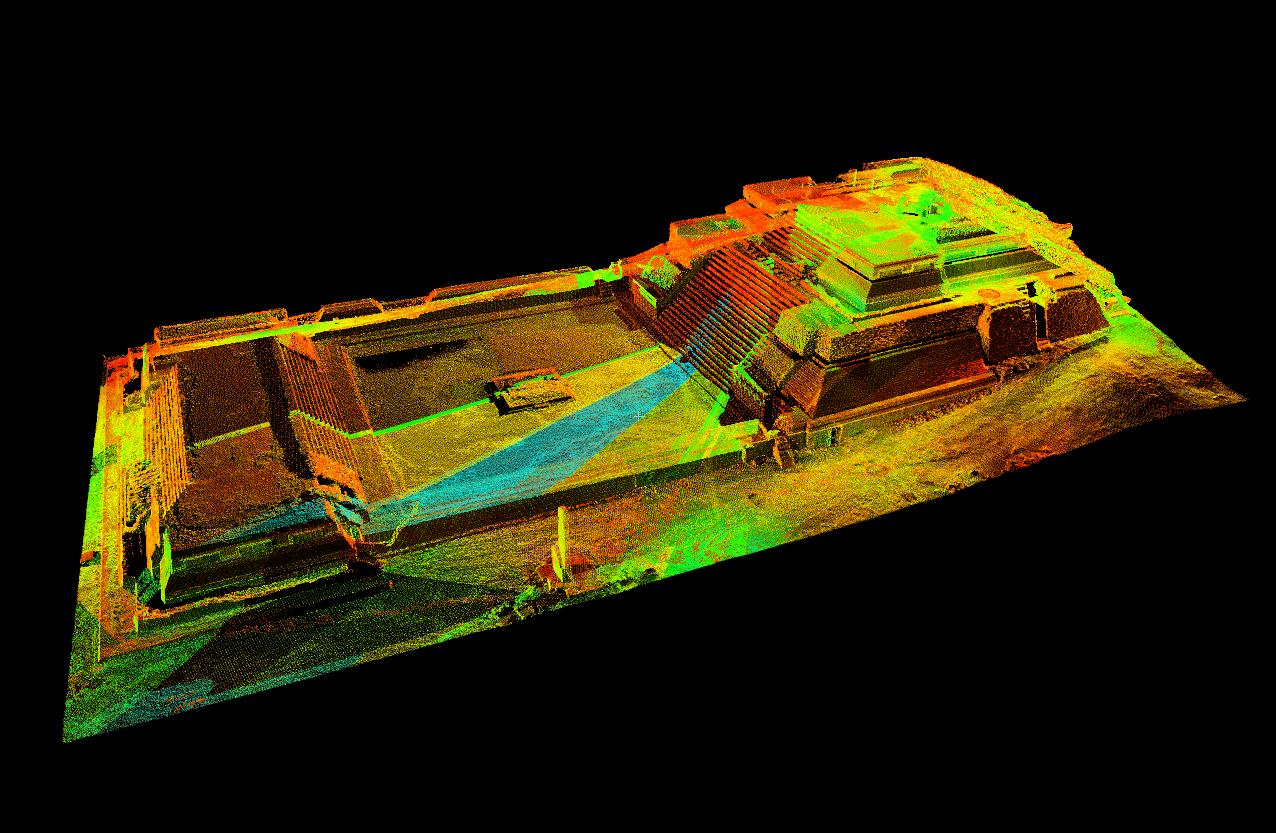
Bild över Monte Albans System IV-struktur, tagen från en 3D-skannad bild.
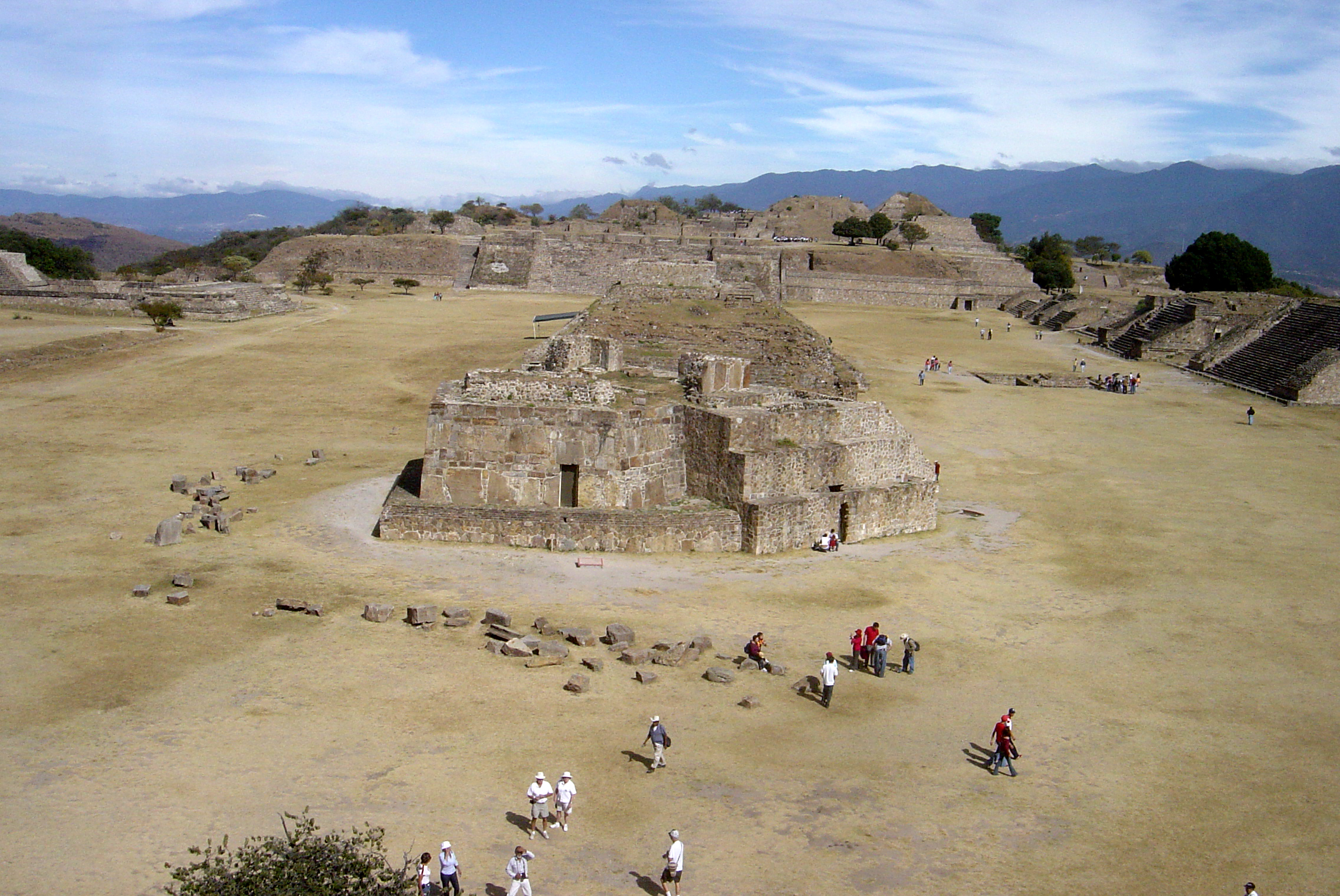
Vy över huvudtorget från södra platån, med byggnad J i förgrunden.
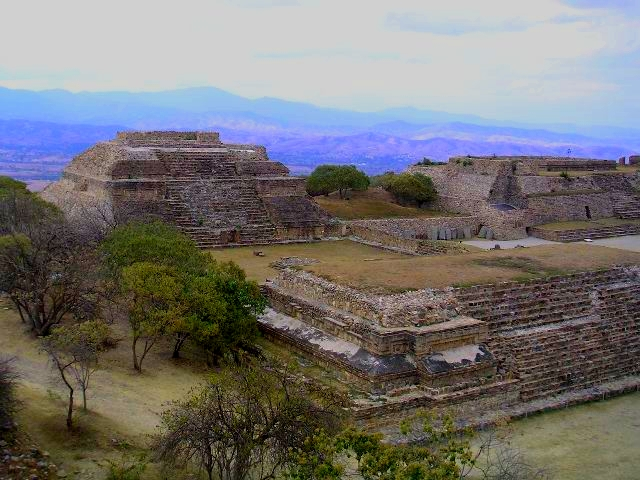
Byggnad M sett från södra platån
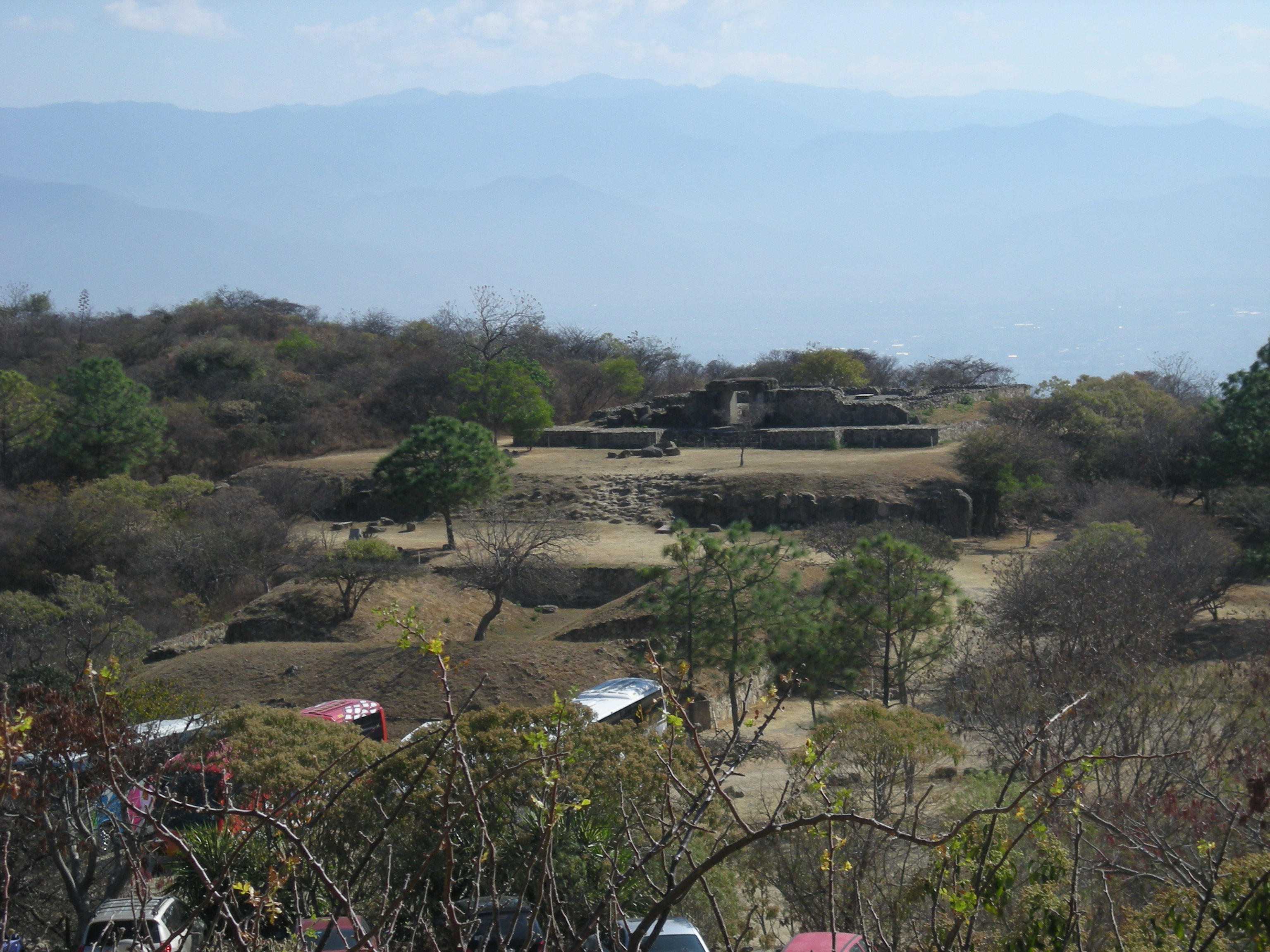
Grav norr om norra platån
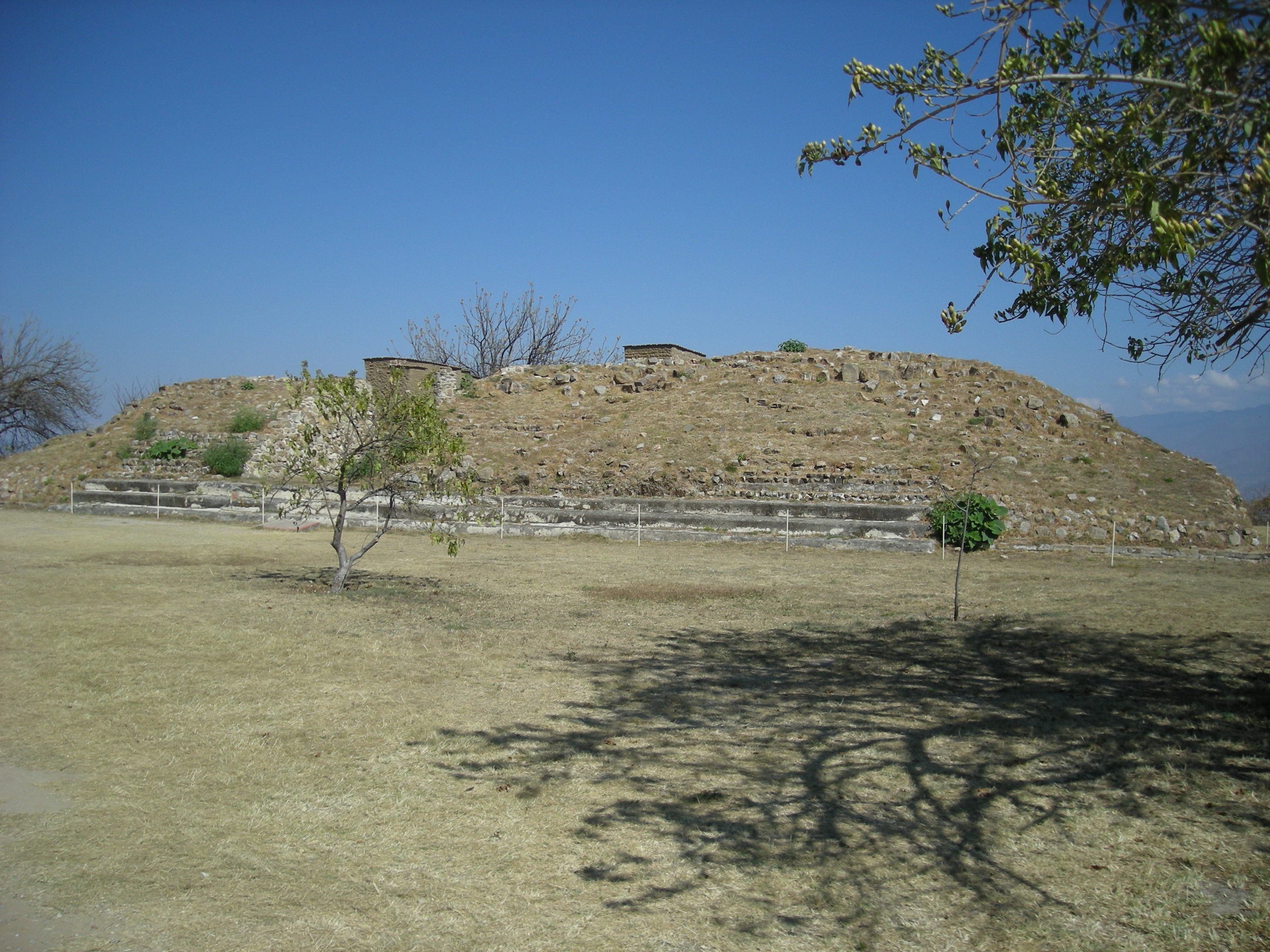
Byggnad X på norra platån
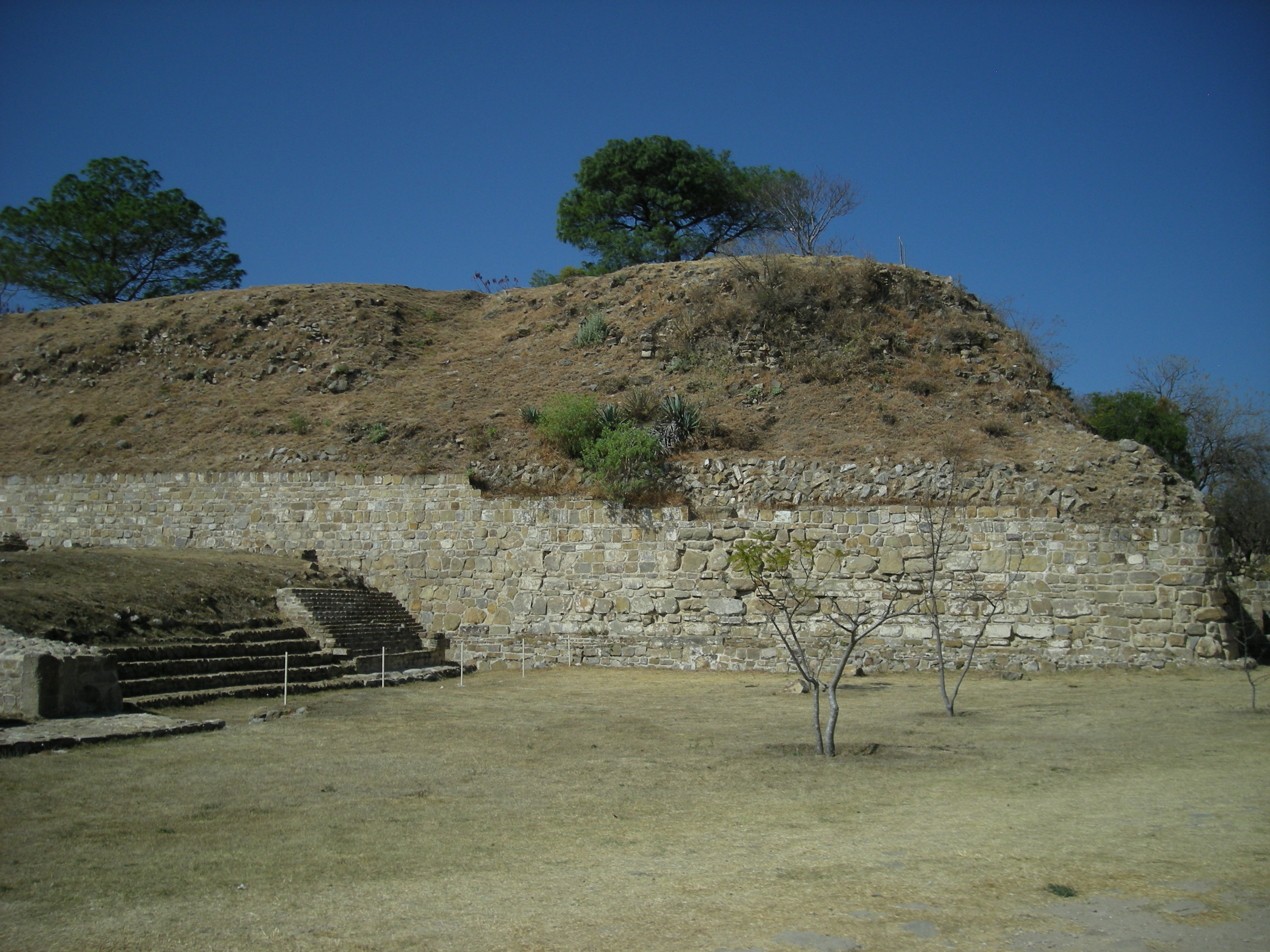
Outgrävd byggnad på norra platån